# San Francisco, Villa de Guadalupe
San Francisco är en ort i Mexiko.   Den ligger i kommunen Villa de Guadalupe och delstaten San Luis Potosí, i den centrala delen av landet, 400 km norr om huvudstaden Mexico City. San Francisco ligger 1 334 meter över havet och antalet invånare är 378.
Terrängen runt San Francisco är platt österut, men västerut är den kuperad. Runt San Francisco är det mycket glesbefolkat, med 6 invånare per kvadratkilometer. Närmaste större samhälle är Entronque de Matehuala, 19,4 km sydost om San Francisco. Omgivningarna runt San Francisco är i huvudsak ett öppet busklandskap.